# الكويت في الألعاب الأولمبية الصيفية 2012
شاركت الكويت في دورة ألعاب أولمبية صيفية 2012 المقامة في لندن المملكة المتحدة، في الفترة من 27 يوليو - 12 أغسطس 2012. بـ10 لاعبين في أربعة رياضات مختلفة وهي ألعاب القوى والرماية والسباحة وتنس الطاولة. في 24 مايو 2012 قامت اللجنة الأولمبية الدولية بتعليق نشاطات اللجنة الأولمبية الكويتية وقررت مشاركة اللاعبين الكويتيين تحت العلم الأولمبي، وفي 14 يوليو تم رفع الحضر وسمح للاعبين بالمشاركة تحت العلم الكويتي.

## أصحاب الميداليات
| الميدالية | اسم           | الرياضة | الحدث  | موعد    |
| --------- | ------------- | ------- | ------ | ------- |
| برونزية   | فهيد الديحاني | رماية   | الحفرة | 6 اغسطس |

## ألعاب القوى
رجال
المضمار
| الرياضي      | الحدث             | Heat    | Heat    | ربع النهائي | ربع النهائي | نصف النهائي | نصف النهائي | النهائي  | النهائي  |
| الرياضي      | الحدث             | النتيجة | الترتيب | النتيجة     | الترتيب     | النتيجة     | الترتيب     | النتيجة  | الترتيب  |
| ------------ | ----------------- | ------- | ------- | ----------- | ----------- | ----------- | ----------- | -------- | -------- |
| فواز الشمري  | 100م حواجز - رجال | 14.00   | 7       | —           | —           | لم يتقدم    | لم يتقدم    | لم يتقدم | لم يتقدم |
| محمد العازمي | 800م - رجال       | DSQ     | DSQ     | —           | —           | لم يتقدم    | لم يتقدم    | لم يتقدم | لم يتقدم |

الميدان
| الرياضي     | الحدث       | التصفيات | التصفيات | النهائي  | النهائي  |
| الرياضي     | الحدث       | المسافة  | الترتيب  | المسافة  | الترتيب  |
| ----------- | ----------- | -------- | -------- | -------- | -------- |
| علي الزنكوي | رمي المطرقة | 73.40    | 18       | لم يتقدم | لم يتقدم |

## 
مقال تفصيلي: الرماية في الألعاب الأولمبية 2012
رجال
| الرياضي          | الحدث    | التصفيات | التصفيات | النهائي  | النهائي  |
| الرياضي          | الحدث    | نقاط     | الترتيب  | نقاط     | الترتيب  |
| ---------------- | -------- | -------- | -------- | -------- | -------- |
| فهيد الديحاني    | تراب     | 124      | 2        | 145      |          |
| فهيد الديحاني    | دبل تراب | 140      | 3 Q      | 185      | 4        |
| عبد الله الرشيدي | سكيت     | 116      | 21       | لم يتقدم | لم يتقدم |
| طلال الرشيدي     | تراب     | 116      | 26       | لم يتقدم | لم يتقدم |

نساء
| الرياضي      | الحدث             | التصفيات | التصفيات | النهائي  | النهائي  |
| الرياضي      | الحدث             | النقاط   | الترتيب  | النقاط   | الترتيب  |
| ------------ | ----------------- | -------- | -------- | -------- | -------- |
| مريم الرزرقي | بندقية 50م        | 564      | 44       | لم تتقدم | لم تتقدم |
| مريم الرزرقي | بندقية هوائية 10م | 393      | 28       | لم تتقدم | لم تتقدم |

## السباحة
رجال
| الرياضي      | الحدث             | تصفيات  | تصفيات  | نصف النهائي | نصف النهائي | النهائي  | النهائي  |
| الرياضي      | الحدث             | الوقت   | الترتيب | الوقت       | الترتيب     | الوقت    | الترتيب  |
| ------------ | ----------------- | ------- | ------- | ----------- | ----------- | -------- | -------- |
| يوسف العسكري | 200م فراشة - رجال | 2:05.41 | 36      | لم يتقدم    | لم يتقدم    | لم يتقدم | لم يتقدم |

نساء
| الرياضي  | الحدث                | تصفيات | تصفيات  | نصف النهائي | نصف النهائي | النهائي  | النهائي  |
| الرياضي  | الحدث                | الوقت  | الترتيب | الوقت       | الترتيب     | الوقت    | الترتيب  |
| -------- | -------------------- | ------ | ------- | ----------- | ----------- | -------- | -------- |
| في سلطان | 50م سباحة حرة - نساء | 27.92  | 48      | لم تتقدم    | لم تتقدم    | لم تتقدم | لم تتقدم |

## كرة الطاولة
تأهلت الكويت بلاعب واحد
| الرياضي       | الحدث     | الدورات التمهيدية                                  | الجولة 1                                  | الجولة 2        | الجولة 3        | الجولة 4        | ربع النهائي     | نصف النهائي     | النهائي         | النهائي  |
| الرياضي       | الحدث     | المنافس النتيجة                                    | المنافس النتيجة                           | المنافس النتيجة | المنافس النتيجة | المنافس النتيجة | المنافس النتيجة | المنافس النتيجة | المنافس النتيجة | الترتيب  |
| ------------- | --------- | -------------------------------------------------- | ----------------------------------------- | --------------- | --------------- | --------------- | --------------- | --------------- | --------------- | -------- |
| إبراهيم الحسن | فردي رجال | ساهيد إيدو فوز 11-3, 8-11, 7-11, 13-11, 11-6, 11-6 | بول درنكهال خسارة 9-11, 10-12, 9-11, 4-11 | لم يتأهل        | لم يتأهل        | لم يتأهل        | لم يتأهل        | لم يتأهل        | لم يتأهل        | لم يتأهل |

## مقالات ذات صلة
- الوطن العربي في الألعاب الأولمبية الصيفية 2012